# Eumenes III
Aristonicus (Oudgrieks Ἀριστόνικος), als Eumenes III (133-129 v.Chr.) koning van Pergamon, was de laatste vorst uit het huis van de Attaliden.
Hij was een bastaardzoon van koning Eumenes II van Pergamon, die werd opgevolgd door Attalus III. Toen deze kwam te sterven, bleek dat hij het koninkrijk bij testament had overgelaten aan de Romeinse staat (hij had zelf geen kinderen). Zijn halfbroer Aristonicus weigerde echter diens wilsbeschikking te erkennen.
Onder de dynastische naam Eumenes III nam hij de leiding over een geduchte volksopstand tegen de machtsovername door de Romeinen in Pergamon. Eerst trachtte hij de steden gelegen aan de Klein-Aziatische kust voor zich te winnen door hen vrijheid te beloven, maar uit vrees voor de Romeinen durfden Pergamon en Efeze hem niet te steunen. Daarop keerde hij zich tot de onderdrukte bevolkingsklassen op het platteland (slaven en niet-Griekstaligen) die hij vrijheid beloofde. Zijn buren, onder ander Mithridates VI van Pontus, waren hier niet mee opgezet en steunden de Romeinen.
Zijn drijfveren schijnen in hoofdzaak nationalistische en anti-Romeinse gevoelens. Of hij een sociaal revolutionair (of zelfs utopist) dan wel eenvoudigweg een dynastisch troonpretendent is onzeker. Hij werd door Gaius Blossius van Cumae gesteund, de stoïcijn die de vroegere leermeester van de gebroeders Tiberius en Gaius Sempronius Gracchus was geweest, en beloofde dat men een staat, Heliopolis (zonnestad) genaamd, zou stichten waarin iedereen vrij zou zijn.

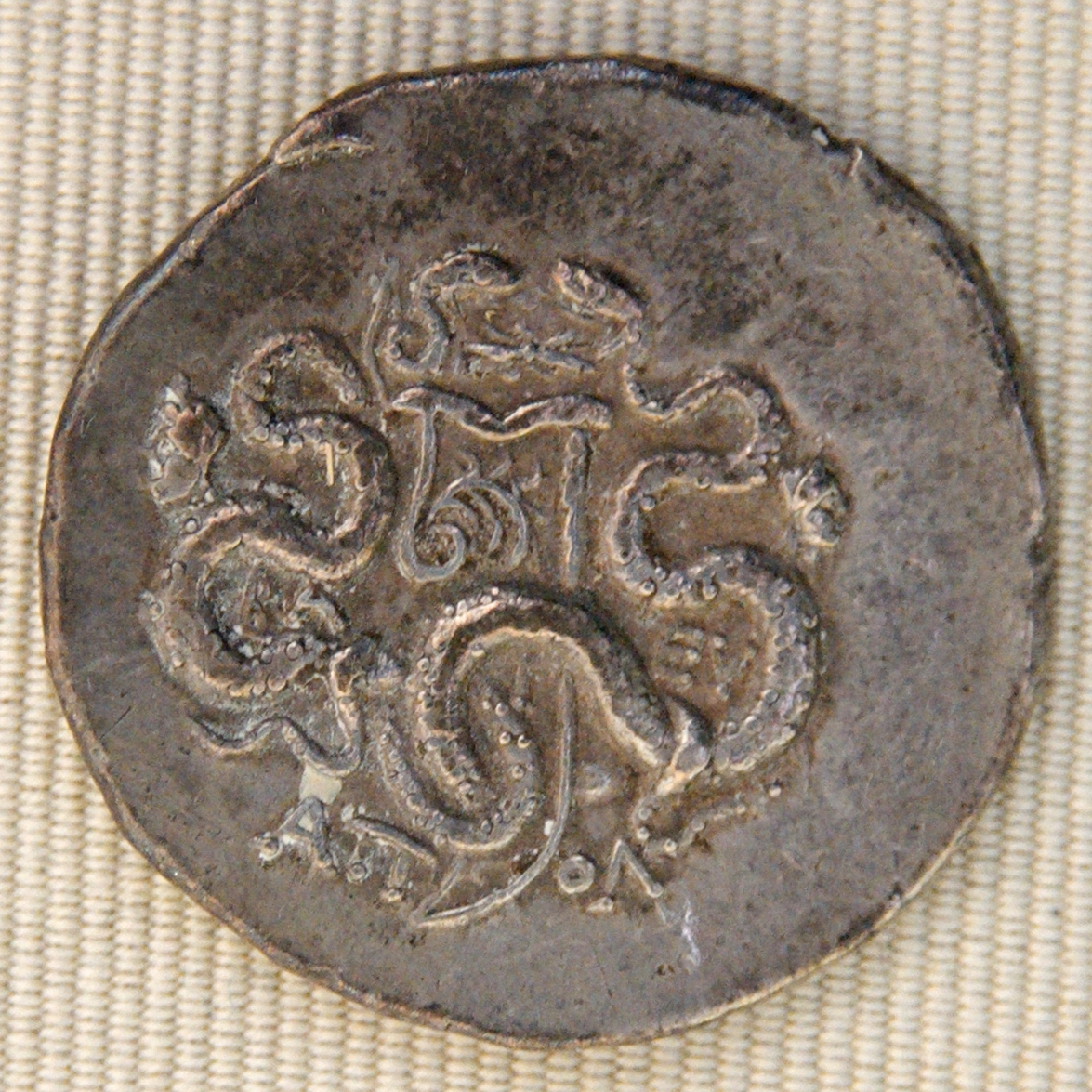
Een cistophorus geslagen in Apollonis onder de regering van Eumenes III Aristonicus (133–130 v.Chr., Cabinet des Médailles).

In 131 v.Chr. werd een eerste leger tegen hem uitgestuurd, onder leiding van consul Publius Licinius Crassus Mucianus, maar deze vertoonde meer interesse voor het vergaren van buit dan voor de onderwerping van een vijand. Na een slecht georganiseerde veldslag in 130 v.Chr. bij Leukai werd Crassus door Aristonicus verslagen en uiteindelijk gedood. Na een reeks overwinningen te velde werd Aristonicus uiteindelijk in 129 v.Chr. door de consul van 130 v.Chr. Marcus Perperna belegerd in Stratonicea en zou na zijn overgave worden gevangengenomen. Maar Perperna overleed tijdens zijn terugkeer naar Rome en Manius Aquillius, de consul van 129 v.Chr., nam maar al te graag de eer over om de verslagen "koning" mee te voeren naar Rome. Hij zou uiteindelijk hem in zijn triomftocht meevoeren, waarna Aristonicus ter dood werd gebracht.
Slechts gekend uit de Romeinse bronnen die hem als een usurpator en avonturier voorstellen, had Aristonicus in feite de koninklijke naam Eumenes III aangenomen en vanaf 133 een munt met zijn beeldenaar laten slaan zoals een reeks cistophoren met zijn naam aantonen.

## Voetnoten
1. ↑  Eutropius, Breviarium IV 20; Florus, III 1; Iustinus, Epitome XXXVI 4.6; Livius, Periochae LIX 3; Velleius Paterculus, Historia Romana II 4.1.
2. ↑  Appianus, de Bell. Civ. I 17; Diodorus Siculus, XXXIV 1; Florus, III 1; Iustinus, Epitome XXXVI 4.7.
3. ↑  Appianus, Mithrid. 12, 62; Eutropius, Breviarium IV 20; Orosius, Adversus Paganos V 4.1.
4. ↑  Eutropius, Breviarium IV 20; Florus, III 1; Iustinus, Periochae XXXVI 4.7-8; Livius, Epitome LIX 4; Orosius, Adversus Paganos V 4.1; Tacitus, Annales IV 55.1; Valerius Maximus, III 2.12.
5. ↑  Cicero, Laelius de Amicitia 34; Eutropius, Breviarium IV 20; Florus, III 1; Iustinus, Epitome XXXVI 4.9; Livius, Periochae LIX 5; Orosius, Adversus Paganos V 4.1; Valerius Maximus, III 4.5; Velleius Paterculus, Historia Romana II 4.1.
6. ↑  Eutropius, Breviarium IV 20; Florus, III 1; Iustinus, Epitome XXXVI 4.10-11; Orosius, Adversus Paganos V 4.1; Valerius Maximus, III 4.5; Velleius Paterculus, Historia Romana II 4.1.